# Štrajmel
Štrájmel (jidiško שטרײַמל shtrayml, množina: שטרײַמלעך shtraymlekh ali שטרײַמלען shtraymlen) je krznen klobuk, ki ga nekateri aškenaški judovski moški, večinoma pripadniki hasidijskega judovstva, nosijo ob šabatu, judovskih praznikih in drugih prazničnih priložnostih. V Jeruzalemu štrajmel nosijo tudi litovski Judje (nehasidi, ki pripadajo prvotni aškenazijski skupnosti v Jeruzalemu, znani tudi kot perušimi). Štrajmel se običajno nosi po poroki, čeprav ga v nekaterih skupnostih fantje lahko nosijo tudi po bar micvi.